# Buvlja pijaca
Buvlja pijaca – czwarty album studyjny serbskiego zespołu Riblja čorba. Album ukazał się 29 października 1982 roku nakładem wytwórni PGP RTB. Materiał nagrano w studio V PGP RTB. W 1998 roku album został sklasyfikowany na 64. miejscu listy 100 najlepszych rockowych i popowych albumów wydanych w byłej Jugosławii, opublikowanej w książce YU 100: najbolji albumi jugoslovenske rok i pop muzike (YU 100: najlepsze albumy jugosłowiańskiej rock i pop muzyki).

## Lista utworów
| Nr  | Tytuł utworu                          | Słowa                  | Muzyka                               | Długość |
| --- | ------------------------------------- | ---------------------- | ------------------------------------ | ------- |
| 1.  | „Draga, ne budi peder”                | Bora Đorđević          | Vicko Milatović, Bora Đorđević       | 3:00    |
| 2.  | „U dva će čistači odneti đubre”       | Bora Đorđević          | Bora Đorđević                        | 3:43    |
| 3.  | „Baby, Baby, I Don't Wanna Cry”       | Momčilo Bajagić Bajaga | Momčilo Bajagić Bajaga               | 3:22    |
| 4.  | „Slušaj sine, obriši sline”           | Bora Đorđević          | Bora Đorđević                        | 2:48    |
| 5.  | „Kad ti se na glavu sruši čitav svet” | Bora Đorđević          | Rajko Kojić                          | 4:57    |
| 6.  | „Ja ratujem sam”                      | Bora Đorđević          | Miša Aleksić                         | 2:35    |
| 7.  | „Pravila, pravila”                    | Bora Đorđević          | Momčilo Bajagić Bajaga               | 6:18    |
| 8.  | „Kako je lepo biti glup”              | Bora Đorđević          | Bora Đorđević                        | 2:17    |
| 9.  | „Neću da živim u bloku 65”            | Bora Đorđević          | Miša Aleksić, Momčilo Bajagić Bajaga | 3:54    |
| 10. | „Dobro jutro”                         | Bora Đorđević          | Miša Aleksić, Momčilo Bajagić Bajaga | 4:36    |
|     |                                       |                        |                                      | 37:30   |

## Twórcy
- Bora Đorđević – śpiew, teksty (oprócz #3)
- Momčilo Bajagić Bajaga – gitary,
- Rajko Kojić – gitary
- Miša Aleksić – gitara basowa
- Vicko Milatović – perkusja[1]